# 안셀두더지쥐
안셀두더지쥐(Fukomys anselli)는 뻐드렁니쥐과에 속하는 설치류의 일종이다. 잠비아의 토착종이다. 자연 서식지는 습윤 사바나 지역과 미옴보 숲이다. 겨우 10마리의 작은 집단을 위한 최대 2.8km의 아주 긴 터널이 기록이 기록되고 있다.

## 사진

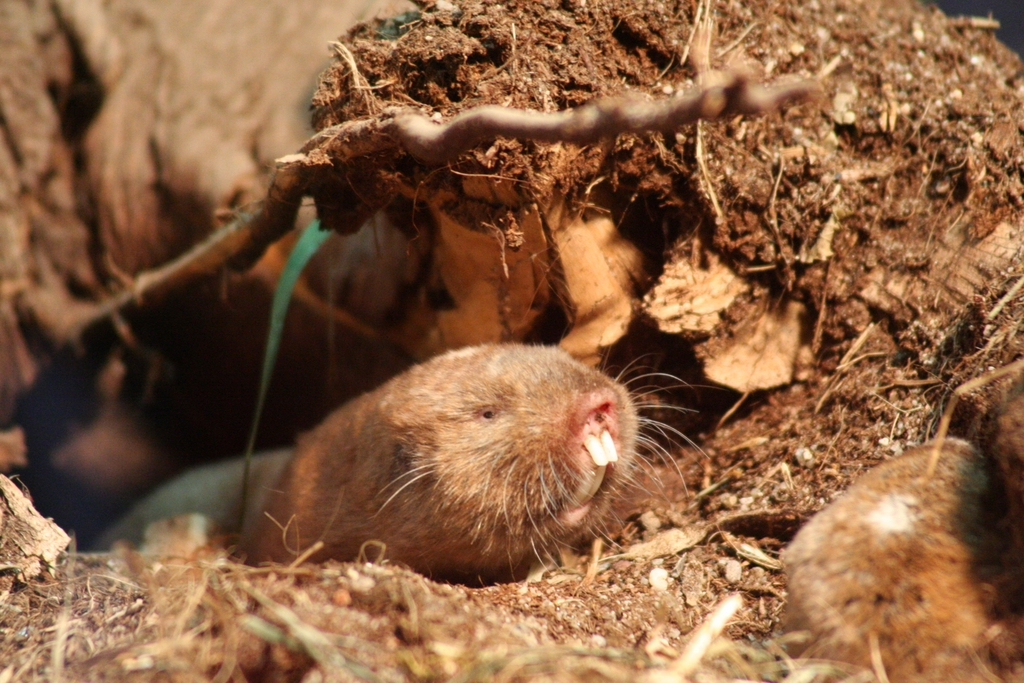
독일 라이프치히 동물원의 안셀두더지쥐
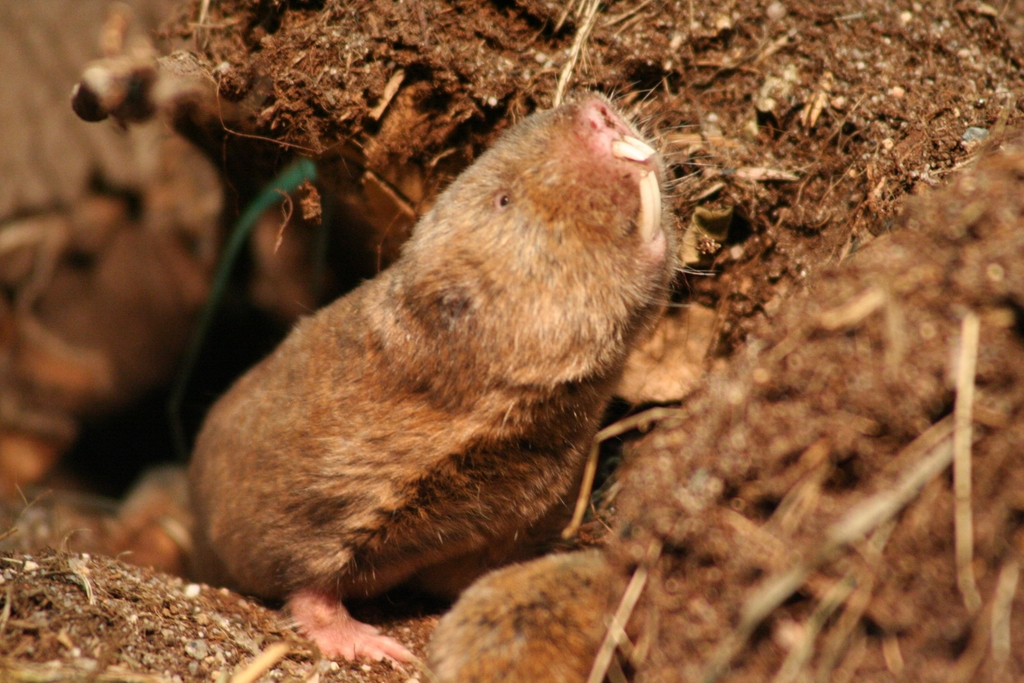
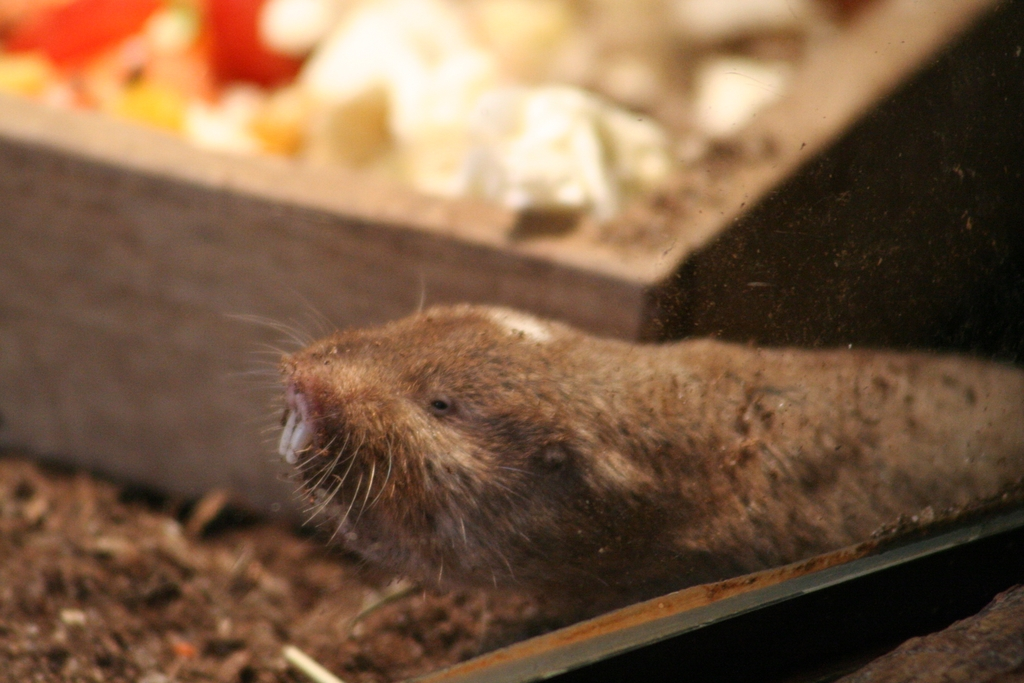